# Saved by the Bell
A Saved by the Bell egy népszerű amerikai televíziós vígjátéksorozat (sitcom) volt, amelyet az NBC vetített.
A műsor a Disney Channel "Good Morning, Miss Bliss" című, hasonló jellegű sorozatának átdolgozása volt. Ez a produkció 1 évadot élt meg.
A Saved by the Bell egy csapat középiskolás barát és az iskola igazgatójának kalandjairól szól. A sorozat olyan témákat tartalmaz, mint a halál, az újbóli házasság, kábítószer használat, illetve az alkohol befolyása alatti gépjármű vezetés.
Ezekhez a témákat azonban humorosan mutatja be a műsor.
Mára kultikussá vált, és "fénykora" alatt is nagy népszerűségnek örvendett, főleg a középiskolások körében. Öt évadot élt meg 86 epizóddal. Amerikában 1989-től 1993-ig vetítették. Magyarországra soha nem jutott el a sorozat. 22 vagy 24 perces egy epizód. A sorozatból 2019-ben reboot készült.